# Litsea uniflora
Litsea uniflora är en lagerväxtart som beskrevs av André Guillaumin. Litsea uniflora ingår i släktet Litsea och familjen lagerväxter. Utöver nominatformen finns också underarten L. u. francii.